# بروس كوردل
بروس كوردل (بالإنجليزية: Bruce Cordell)‏ (1968، ووترتاون في الولايات المتحدة)؛ روائي أمريكي.